# ルフィ広域強盗事件
ルフィ広域強盗事件（ルフィこういきごうとうじけん）は、2022年（令和4年）5月から2023年（令和5年）1月にかけて発生した日本全国における同一グループによる連続強盗事件。「ルフィ事件」「ルフィ強盗事件」などとも呼ばれる。
当時フィリピンの入国管理局ビクータン収容所に収監中であった男たちが「ルフィ」「キム」「ハオ」などと名乗り、当局に「ビッグボス」と呼ばれる男がリーダー・指示役として日本国内の実行犯たちに指示、指令を出していたとされる。犯人たちは移動手段にレンタカーや新幹線を使用し、通信手段に秘匿性の高く、メッセージが一定時間で消去される機能が搭載されたロシア製のインスタントメッセンジャー「テレグラム」を使用していたとみられる。

## 概要
本事件の「起点」は、2022年5月2日に京都市中京区で発生した貴金属店での強盗事件だといわれている。京都府警は、この事件がSNS上での「闇バイト」として行われたことを突き止め、「調整役」も逮捕した。しかし、その数か月後には犯行の場が首都圏に移され、強盗は再開された。
2022年12月5日、東京都で中野区強盗傷害事件が発生する。宅配業者を装って住宅に押し入り、強盗が行われた。この事件では逃げ遅れた男一人が現場で逮捕された。翌年の1月12日、千葉県大網白里市のリサイクルショップが襲撃され、金品は奪われなかったものの、店主が殴打され負傷した。翌日に自衛官の男が逮捕され、所持していたスマートフォンを解析すると「東京都狛江市の住宅で“仕事”をする」という情報が見つかった。
同月19日、狛江強盗殺人事件が発生し、ついに死者が出る。先述した解析情報をもとに19日、警察官が家族とともに被害者宅を訪れると、血を流して倒れている90代女性が発見された。この日同居家族は外出しており、家には被害者一人の状態だった。

## 被疑者（指示役とされる人物）

### W・Y（キム）
特殊詐欺グループのリーダー格で、グループ内の「ビッグボス」と報道されている。WYの特殊詐欺グループによる2018年11月〜2020年6月にかけての被害総額は60億円以上とされる。
1984年、北海道野付郡別海町で出生。地元の小中学校を卒業後に中標津町の高校に進学し、高校では剣道の部活動で主将を務めていた。高校の同級生からは「明るく友達が多かった」「一般的な高校生」だったと評されており、大学に進学すると同時に札幌市に移り住むとススキノで働くようになった。ススキノを通して同じ特殊詐欺グループの幹部であるIやFと接点を持つようになったとされ、10代の頃はススキノで客引きをし、20代になるとススキノで若者向けのミュージックパブを経営するが数年で閉店し、その後不動産業や別の飲食店の経営やオンライン上で女性と会話が可能なサービスなど様々な事業を行っていた。この時期から暴力団関係者との交流を深めるようになり、闇社会に浸かるようになったとみられる。2012年にはFと共に札幌市内で暮らすホストクラブ従業員宅に押し入り、現金約1000万円が入った金庫を盗んだとして逮捕された。その後は国内の特殊詐欺グループに入り、2017年からタイを拠点にし特殊詐欺を繰り返したが、同年12月に運搬役を使って現金約3700万円をタイに持ち込ませようとしたが、中部国際空港で没収され、受け子8人が逮捕された。
翌年に拠点をタイからフィリピンに移し、廃ホテルを購入して複数のアジトを構え、日本からかけ子を呼び出し、グループは規模を拡大していった。2019年11月には現金3億円以上を運搬していた交際相手が大阪府警などの合同捜査本部に逮捕され、その後出し子やかけ子など70人以上のメンバーが摘発された。これをきっかけにしてWYがグループのリーダーであることが判明。2020年2月以降にもかけ子ら36人を含んだメンバー70人以上を逮捕し、WYも2021年4月にフィリピン内で拘束され、入管施設に収容された。そしてその直後から「闇バイト」を使った強盗を指示するようになったとされる。2023年2月9日、KTとともにフィリピンから日本へ移送・警視庁により逮捕された。警察からは「キム」の正体であると判断されている。

### I・K（ルフィ）
Wがススキノで働いていた時代にWYと接点を持ったとされており、特殊詐欺グループのかけ子をまとめる役だったとみられている。
1984年に生まれ、北海道札幌市で出生。小学生の頃になると自分が気に入らない生徒や自分の言うことを聞かない生徒に対してクラス全員から無視させる、上履きや靴などを捨てる、暴言を吐くといったいじめを加えており、さらに30代の女性の担任にまで持ち物を捨てる、カメラを壊す、座る椅子に画鋲を置くなどのいじめを行い、女性はうつ状態に追い込まれた。中学生になると言動はさらに悪化し、1年生の頃からタバコを吸い始め、他の生徒に「お前ゲロ臭いんだよ」と言い放ったり、いじめた生徒を奴隷のように扱い、さらに他の女子生徒に「体を売ってでも慰謝料を払え」と脅迫し、被害届が出される騒動まで起こしている。そして3年生だった頃には少年院に送られ、それを理由に両親は離婚した。20代の頃になるとススキノで客引きをするようになり、ニュークラブを経営するも数年で店を潰し、2008年に風営法違反容疑で逮捕され、2016年にはひき逃げ容疑でも逮捕された。
IKは、フィリピンに渡ったWYとFTかそこに加わったKTと遠隔で特殊詐欺を始めた後に合流したと見られている。2023年2月7日に、FTとともにフィリピンから日本へ移送・警視庁により逮捕された。警察からは「ルフィ」の正体であると判断されており、「ミツハシ」の偽名も用いていたとされる。

### F・T
IKと同様にWとはススキノで接点を持ったとされており、特殊詐欺グループの「受け子」役であるリクルーターの統括役とみられている。
1984年に北海道渡島半島の七飯町で生まれ、同町の小中学校を卒業すると、函館市内の専門学校に進学した。専門学校卒業後は不動産会社で働くものの、横領が発覚したためにFは解雇され、その後にススキノで働くようになったとされ、2012年にWYが起こした札幌市内の金庫強盗事件の共犯者としてWYとともに逮捕されている。FTはWYの子分格で、当時を知る男性はFTよりWYの方が立場が上だと感じたと証言している。
2023年2月7日に、IKとともにフィリピンから日本へ移送・警視庁により逮捕された。

### K・T
特殊詐欺グループではWYに次ぐナンバー2の筆頭幹部だったとされており、特殊詐欺グループの現金回収・管理役だったとみられている。
1977年生まれで、北海道室蘭市で幼少期を過ごしたとみられている。2023年2月9日、WYとともにフィリピンから日本へ移送・警視庁により逮捕された。2025年7月29日、東京地裁から窃盗罪で懲役3年6月を言い渡された。

## 手口
実行犯は指示役の指示に従う形で、狙いを定めた住宅に侵入し、住民を拘束、そして金品を強奪する。侵入する際は、窓ガラスを力いっぱい叩き割るという。これについて、元埼玉県警捜査一課の佐々木成三は「当然、近所に大きな音が聞こえるでしょう。プロならそんなすぐに通報されるような真似はしない」と指摘している。佐々木はまた、犯行が非常に雑で、証拠隠滅が不十分、素人によるものであることは自明だと述べている。

## 事件の経緯

### 関与が指摘されている事件一覧
太字の事件名は重点8事件。事件名は便宜上本項で用いるための仮名を含む。
| 年月日         | 場所                 | 事件名                                 | 備考                                                       | 指示役の関与 （判明しているもの）          | 出典     |
| -------------- | -------------------- | -------------------------------------- | ---------------------------------------------------------- | ------------------------------------------ | -------- |
| 2022年5月2日   | 京都府京都市中京区   | 京都市中京区強盗事件（京都事件）       | 一連の強盗事件の「起点」とされている。                     | ルフィ                                     | 以下全て |
| 2022年10月20日 | 東京都稲城市         | 稲城市強盗致傷事件（稲城事件）         |                                                            | ルフィ・ミツハシ・キム                     |          |
| 2022年11月7日  | 山口県岩国市         | 岩国市強盗未遂事件（岩国事件）         |                                                            | ルフィ・キム                               |          |
| 2022年12月5日  | 東京都中野区         | 中野区強盗傷害事件（中野事件）         |                                                            | キム                                       |          |
| 2022年12月16日 | 東京都渋谷区         |                                        |                                                            |                                            |          |
| 2022年12月21日 | 広島県広島市西区     | 広島市西区強盗致傷事件（広島事件）     | 質屋店主親子が頭部を損傷。息子は意識不明。                 | ルフィ                                     |          |
| 2023年1月9日   | 神奈川県川崎市宮前区 |                                        |                                                            |                                            |          |
| 2023年1月9日   | 千葉県市川市         |                                        |                                                            |                                            |          |
| 2023年1月10日  | 栃木県足利市         |                                        |                                                            |                                            |          |
| 2023年1月12日  | 埼玉県さいたま市西区 |                                        |                                                            |                                            |          |
| 2023年1月12日  | 千葉県大網白里市     | 大網白里市強盗致傷事件（大綱白里事件） |                                                            | キム                                       |          |
| 2023年1月14日  | 茨城県龍ケ崎市       |                                        |                                                            |                                            |          |
| 2023年1月14日  | 茨城県つくば市       |                                        |                                                            |                                            |          |
| 2023年1月19日  | 東京都狛江市         | 狛江市強盗殺人事件（狛江事件）         | 被害者の90代女性が暴行を受け死亡した。初の死者が出た事件。 | キム（FTが名乗る）・ミツハシ（IKが名乗る） |          |
| 2023年1月20日  | 東京都足立区         | 足立区強盗予備事件（足立事件）         |                                                            |                                            |          |
| 2023年1月24日  | 広島県呉市           |                                        |                                                            |                                            |          |

### 京都市中京区強盗事件
2022年5月2日15時15分ごろ、京都市中京区の貴金属店に2人組が押し入り、高級腕時計約50個を奪い、逃走した。事件後、実行犯のVは、運搬役のXとともに車で大阪府吹田市の名神高速道路吹田サービスエリア（SA）まで移動した際、そこで何者かに盗品の腕時計が入ったリュックを奪われた。その後、一部の腕時計は岐阜県内の駅のコインロッカーから回収され、売却された金を含む約１００万円がIK（この事件でルフィと名乗った指示役とされる）の銀行口座に送金された。盗品の腕時計のうち一部はフィリピンの入管施設に収容されていたIKと、その交際相手のフィリピン人女性に送られたとされる。
2022年6月22日、IK（ルフィ）の指示を実行役に伝えた人物としてU（29歳）が逮捕された。さらに、強盗の容疑で、V（20歳）、W（45歳）及び盗品を運搬したとして、X（21歳）が起訴された。また、この事件に盗品運搬役などとして関与したe（22歳）についても2023年2月7日に逮捕されている。
この事件では、IKが闇バイトで募ったメンバーへの報酬を減らすため、吹田SAでの二重強盗を仲間に指示したとされ、実行犯として関与したとされる12人のうち10人が報酬を得られていなかった

### 稲城市強盗致傷事件
2022年10月20日16時ごろ、東京都稲城市の住宅に宅配業者を装って6人の強盗犯が押し入り、住人に対して、刃物で脅し、両手を粘着テープで縛り、首を絞めるなどの暴行を加えて全治10日間の怪我を負わせ、現金約3500万円や金塊などを奪った。この事件で、2023年1月26日までにP（25歳）、Q（37歳）、R（24歳）、Y（24歳）、Z（23歳）、I（33歳）の6人が実行犯として逮捕され、J（31歳）が、Iの依頼により盗品を都内の買取店で売却したとして盗品等有償処分あっせんの容疑で逮捕された。なお、P、Q、Rの3人は、2022年11月7日の山口県岩国市の強盗事件に関与したとして、既に逮捕・強盗未遂などで起訴されていた。
指示役については、WY、IK、FT、KTの4人が関与したとして、2023年12月5日に再逮捕された。IKがルフィ、WY、KTがキムと名乗っていたとされる。

### 岩国市強盗未遂事件
2022年11月7日、5人（現場で待機している自動車の運転手1人含む）の強盗犯が山口県岩国市の住宅に鍵のかかってない窓から侵入し、カッターナイフで住人らを脅し、両手首を結束バンドで縛るなどし、金品を奪おうとしたが、住人が日本刀を持ち出し抵抗し、未遂に終わった。5人うち、置き去りにされたSはその場で取り押さえられ現行犯逮捕、4人は自動車で逃走したが、うち運転手のTは3人を降ろした後、自損事故を起こし逮捕、残り3人（稲城市の強盗にも関与したP、Q、R）も後に逮捕された。
指示役については、WY、IK、FT、KTが関与していたと再逮捕された 

### 中野区強盗傷害事件
2022年12月5日午前10時50分ごろ、東京都中野区上高田3丁目の住宅で、住人の40代男性から「インターホンが鳴って開けたらいきなり殴られた」と110番通報があった。警視庁野方署によると、数人が押し入り、現金を奪って逃走した。その際男性は顔を殴られ負傷したほか、金銭的被害に関しては「約3千万円を奪われた」と説明している。本件の容疑者として事件当時、逃げ遅れて緊急逮捕された実行役のF（34）のほか、実行役として、2023年1月21日に後述の狛江市強盗殺人事件で逃走時に使用されたものと同一とみられるレンタカーの付近にいたA（21歳）、同月24日にG（22歳）とH（26歳）が逮捕された。さらに東京都稲城市の強盗事件でそれぞれ一度逮捕されていた管理役I（33）が同年1月26日に、同年2月1日に運転手役J（31歳）が再逮捕され、実行役として、同日にフィリピンから帰国したK（22歳）、同年2月11日に前年8月のポケモンカードなど約540枚窃盗容疑で既に逮捕されていたL（24歳）がそれぞれ逮捕された。なお本件容疑者のうち、上記の1月21日に逮捕されたAについては、押収されたスマートフォンの解析等により狛江市強盗殺人事件にも関与した容疑で同年2月22日に逮捕された。
指示役については、WY、FT、IK、KTが関与したとして再逮捕された。

### 広島市西区強盗事件
2022年12月21日午後7時55分ごろ、広島市西区小河内町2丁目の時計貴金属買い取り専門店の関係者から「強盗事件でけがをしている」と110番通報があった。広島県警などによると、店舗兼住宅内にいた男性（49歳）がモンキーレンチで殴られる暴行を受けて頭部に重傷を負い、病院に搬送された。他に男性の父親（81歳）が頭部打撲の軽いけがをしたという。目撃情報などから犯人は3，4人組とみられ、現金などを奪って現場から逃走した。
2023年2月3日、実行役として、M（27歳）、E（24歳）、N（21歳）、O（18歳）の4人が逮捕された。さらに、いずれも中野区の強盗事件で既に起訴されていた、J（31歳）、K（23歳）が同年3月28日に逮捕、東京から広島へ移送され、同年5月24日にI（34歳）が、同年8月9日にA（21歳）が逮捕された。
2023年10月2日、警視庁は狛江市の事件（後述）に関与したとして逮捕した容疑者のうち、3人が広島市の事件にも指示役として関わっていたとして再逮捕した。事件で頭部に重傷を負った被害者の男性は、この時点でも意識不明の重体。
さらに後述の大綱白里市の事件で有罪が確定し、服役していたFが、盗品を売却した容疑で逮捕された。
指示役については、WY、FT、IKの3人が関与しているとして強盗殺人未遂容疑で再逮捕された。

### 大網白里市強盗致傷事件
2023年1月12日、千葉県大網白里市のリサイクルショップに18時ごろ、「（閉店時間の）19時過ぎに行くから店を開けておいてほしい」と電話があった。19時半ごろ、1人が入店すると、店の奥に押し入り、さらにもう1人加わると、2人は店主を縛ろうとし、「金を出せ」「金庫はどこだ」と脅した。店主は抵抗したが、顔を十数回殴られた。2人は消化器を噴射し逃走、店主は顔を3箇所骨折した。
この事件では、実行犯として自衛官F（23歳）、職業不詳のa（25歳）の2人が、さらに金の管理役としてb（64歳）が、さらに同事件にも関与したAが逮捕された
指示役については、WY、FTが関与したとして再逮捕された。

### 狛江市強盗殺人事件
2023年1月19日正午ごろ、東京都狛江市駒井町三丁目に住む90歳の女性が、両手を結束バンドで縛られた状態で激しい暴行を受け殺害された。住宅内は荒らされており、高級腕時計3本とダイヤモンドの指輪の計4点、金額にして60万円相当が奪われた。実行犯は中野区強盗傷害事件の容疑者のうちの1人であるAと、有印公文書偽造の疑いで逮捕されたBなどの3人から4人で構成されるグループが犯行に関与したとされていて、指示を送ったのは当時フィリピンに収監されていたキムとされている（当時収容所にいた人物の警視庁の事情聴取に対する供述から、FTがキムを名乗っていたとみられる）。また、犯行車両の調達などの事前準備については指示役の一人であるIKがミツハシの偽名を用いて指示していたとされている。
女性は当日17時頃、前述の千葉県大網白里市のリサイクルショップ襲撃事件で使われたスマートフォンの情報をもとに駆けつけた警察官によって頭部から流血している状態で発見され、その場で死亡が確認された。司法解剖の結果、左肘の開放骨折や左腕の皮膚剥離が確認され、加害者による殴打などが致命傷となった可能性が高いとされた。
2023年2月22日に実行役として中野区強盗傷害事件で起訴されたA（21歳）、以前に石川県警が偽造有印公文書行使の容疑で逮捕した大学生B（19歳）、男C（52歳）及び事件に使われたレンタカーを手配したD（34歳）を逮捕、広島の強盗事件で起訴されていた男E（24歳）も実行役として2月28日に逮捕された。
2023年3月16日、AとCについては強盗致死罪で起訴、Bは東京家裁立川支部へ送致、Dについては処分保留で釈放した。

### 足立区強盗予備事件
狛江市の事件に関与したA、B、Eは同事件の翌日の2023年1月20日午後、d（32歳）とともに、東京都足立区の住宅に強盗目的地で窓ガラスを割り侵入した。4人のうち、Aはレンタカー（後に狛江市の事件で使われたものと一致することが判明）を現場付近に止めて待機していたところ、警察官に職質され、その様子を察した3人は何もとらずに逃走した。なお、この事件の前日にアポ電があり、住人が避難していたため、4人と鉢合わせることはなかった。 
2023年3月17日、フィリピンから、特殊詐欺グループの「かけ子」であるc（27歳）が広域強盗事件に関与したとして強制送還された。また、本件においても、被害者住宅にアポ電をかけ、被害者住宅に強盗に入る目的でバールなどの道具を準備した

## 刑事裁判
一連の事件の犯人に下された判決は以下の通り。太字は指示役。
| 被告人名                             | 事件への関与                       | 審理裁判所                      | 一審判決宣告日                            | 判決確定日                         | 判決                                           |
| ------------------------------------ | ---------------------------------- | ------------------------------- | ----------------------------------------- | ---------------------------------- | ---------------------------------------------- |
| W・Y（キム）                         | リーダー格、「ビッグボス」         |                                 |                                           |                                    |                                                |
| I・K（ルフィ、狛江事件ではミツハシ） | かけ子のまとめ役                   |                                 |                                           |                                    |                                                |
| F・T（狛江事件ではキム）             | リクルーター（受け子）の統括       |                                 |                                           |                                    |                                                |
| K・T                                 | グループナンバー2 現金回収・管理役 | 東京地裁                        | 2025年7月29日[36]                         |                                    | 懲役3年6月                                     |
| T                                    | 岩国事件                           | 山口地裁[55]                    | 2023年3月23日[94]                         |                                    | 懲役3年6月                                     |
| S                                    | 岩国事件                           | 山口地裁                        | 2023年2月2日[95]                          |                                    | 懲役2年6月                                     |
| W                                    | 京都事件                           | 京都地裁[96][97]                | 不明不明                                  |                                    | 懲役2年8月                                     |
| V                                    | 京都事件                           | 京都地裁[98]                    | 2023年3月24日[98]                         |                                    | 懲役10年                                       |
| F                                    | 大綱白里事件・広島事件             | 千葉地裁[99] 広島地裁[100][101] | 2023年8月2日[100][102] 2024年2月19日[103] |                                    | 懲役3年（大綱白里）懲役1年、罰金50万円（広島） |
| e                                    | 京都事件                           | 京都地裁                        | 2023年9月5日[49]                          |                                    | 懲役4年6月、罰金70万円                         |
| PとQ                                 | 稲城事件・岩国事件                 | 東京地裁立川支部[104]           | 2023年11月13日[105]                       |                                    | 懲役9年                                        |
| L                                    | 中野事件                           | 東京地裁[106]                   | 2023年11月22日[107]                       |                                    | 懲役11年                                       |
| МとN                                 | 広島事件                           | 広島地裁[108]                   | 2024年2月7日[109]                         |                                    | 懲役14年                                       |
| Y                                    | 稲城事件                           | 東京地裁立川支部                | 2024年2月9日[110]                         |                                    | 懲役8年                                        |
| K                                    | 広島事件                           | 東京地裁                        | 2024年2月14日[111]                        |                                    | 懲役20年                                       |
| R                                    | 稲城事件・岩国事件                 | 東京地裁立川支部                | 2024年9月25日[112]                        |                                    | 懲役9年                                        |
| a                                    | 大綱白里事件                       | 千葉地裁[113]                   | 2023年10月25日[114]                       |                                    | 懲役5年                                        |
| U                                    | 京都事件                           | 大阪地裁[115]                   | 2023年9月1日[46]                          | 2024年6月13日（最高裁）[116]       | 懲役12年                                       |
| c                                    | 足立事件                           | 東京地裁立川支部[117]           | 2024年3月5日[93]                          |                                    | 懲役1年2月                                     |
| B                                    | 狛江事件                           | 東京地裁立川支部[118][117]      | 2024年9月6日[118]                         |                                    | 懲役23年                                       |
| J                                    | 中野事件・広島事件・稲城事件       | 東京地裁                        | 2024年10月24日[119]                       |                                    | 懲役13年、罰金20万円                           |
| A                                    | 狛江事件                           | 東京地裁立川支部[120][121]      | 2024年11月7日[122][123]                   | 2025年3月31日[124]（控訴取り下げ） | 無期懲役                                       |
| E                                    | 狛江事件                           | 東京地裁立川支部                | 2024年12月16日[125][126]                  |                                    | 無期懲役                                       |

### 実行犯に対する裁判の詳細
被告人T
2023年1月31日、山口地裁で、岩国市の事件に運転手役ときて関与し、住居侵入・強盗未遂などの罪に 問われたTに対する初公判が開かれた。
同年3月23日、地裁は懲役3年6月の実刑判決（求刑懲役5年）を言い渡した。
被告人S
2023年2月2日、岩国市の事件で実行役として関与したSに対し、山口地裁は懲役2年6月（求刑懲役4年6月）を言い渡した。
被告人W
京都市の事件の実行犯のWに対し、京都地裁は懲役2年8月の実刑判決を言い渡し、Wは大阪高裁に控訴した。
被告人V
京都市の事件の実行犯のVに対し、大阪地裁は2023年3月24日、懲役10年（求刑懲役12年）の判決を言い渡した
被告人F
2023年7月25日、大綱白里市の事件に関与したとされるFの初公判が千葉地裁で開かれ、Fは起訴内容を認めた。2023年8月2日、千葉地裁はFに対し懲役3年（求刑懲役5年）の実刑判決を言い渡し、確定した。
その後、懲役3年が確定した後の服役中に、広島の事件で盗品を売却した容疑で逮捕された。2023年11月29日、本件におけるFの初公判が広島地裁で開かれ、起訴内容を認めた。
2024年2月19日、広島地裁は懲役1年、罰金50万円（求刑懲役2年、罰金50万円）を言い渡した
被告人e
2023年9月5日、京都市の事件において盗品の運搬役を務めたeに対し、東京地裁は、懲役4年6月、罰金70万円（求刑懲役7年6月、罰金70万円）の判決を言い渡した。
被告人P・Q
2023年10月30日、稲城市の事件や岩国市の事件で実行役として関与したP・Q2人の初公判が開かれた。
同年11月13日、東京地裁立川支部は、2人に対し、懲役9年（求刑懲役12年）を言い渡した。
被告人L
2023年11月10日、中野区の事件に関与したLの初公判が東京地裁で開かれ、Lは起訴内容を認めた。
同月22日、Lに対し地裁は、懲役11年（求刑懲役13年）を言い渡した
被告人M・N
2024年1月30日、広島の事件に関与したM・Nの2人の初公判が広島地裁で開かれ、2人は起訴内容を認めた。
同年2月7日、2人に対し、地裁は懲役14年の判決を言い渡した。
被告人Y
2024年2月9日、稲城市の事件に関与したとして強盗致傷などの罪に問われたYに対し、東京地裁立川支部は、懲役8年（求刑懲役10年）の判決を言い渡した。
被告人K
2024年2月14日、広島の事件などに実行役として関与したKに対し、東京地裁は懲役20年の判決を言い渡した。
被告人R
2024年9月25日、東京地裁立川支部は、稲城市の事件や岩国市の事件に実行役として関与したRに対し、懲役9年（求刑懲役13年）の判決を言い渡した。
被告人a
2023年10月17日、大綱白里市の事件に関与したとされるaの初公判が千葉地裁で開かれ、起訴内容を認めた
2023年10月25日、千葉地裁は懲役5年（求刑懲役7年）を言い渡した。
被告人U
2023年8月21日、大阪地裁で、京都市の事件においてルフィの指示伝達役のUの初公判が開かれ、同事件と大津市の建造物侵入未遂事件については起訴内容を認めたものの、他の事件については無罪を主張した。
同年9月1日、地裁はUに対し、懲役12年（求刑懲役15年）を言い渡した。2024年6月13日、上告が棄却され懲役12年が確定。
被告人c
2024年3月5日、足立区の事件で、アポ電をかけたり、強盗の準備をしたとするcに対し、東京地裁は懲役1年2月を言い渡した。
被告人B
2024年8月21日、狛江市の事件で、強盗致死罪などで起訴されたBの初公判が開かれ、Bは強盗について認めた一方、被害者を殴ったのは別の共犯者で共謀していないとし、強盗致死罪の成立を否定した。
2024年9月6日、東京地裁立川支部は、Bに対し懲役23年の判決を言い渡し、Bは控訴した。
被告人J
2024年10月24日、中野区の事件で運転手役を務め、広島の事件に関与したほか、稲城市の事件の盗品を売却したJに対し、東京地裁は懲役13年、罰金20万円を言い渡した。
被告人A
2024年10月18日、東京地裁立川支部にてAの初公判が開かれ、起訴内容を認めた。23日の第3回公判で、殺害された高齢女性は「人違い」だった事が判明した。Aは公判中、遺族に対して度々謝罪の言葉を述べ、「自分は被害者遺族のために死刑になるべきだ」と発言。24日の公判で無期懲役が求刑されて結審し、11月7日の判決公判で求刑通り無期懲役が言い渡された。Aはその後控訴したが2025年3月31日付で取下げ、無期懲役が確定。
被告人E
2024年12月16日、広島の事件及び狛江市強盗殺人事件に関与したEに対し、東京地裁立川支部は求刑通り無期懲役を言い渡した。その後、12月23日に東京高裁に控訴。

### KTに対する裁判

#### 第一審
一連の事件の実行犯となる「闇バイト」を勧誘した「リクルーター」とみられる被告人KTの裁判については、2024年（令和6年）4月23日に東京地裁が第一審の初公判期日を2025年7月1日に指定した。
7月1日に初公判が開かれ、KTは「間違いありません」と起訴内容を認めた。検察官は冒頭陳述で、KTは2018年夏にフィリピンの特殊詐欺グループに『かけ子』として参加して組織の金庫番を担うようになり、2021年にフィリピン当局に拘束された後の2022年になって他の幹部から強盗の実行犯を勧誘するよう依頼され、「闇バイト」を募集したと述べた。一方で弁護側は、計画の詳細までは知らされていなかったと反論した。
7月3日の公判では特殊詐欺事件に関する被告人質問が開かれ、KTは2019年ごろから詐欺グループの拠点となったホテルはWYが12億円で購入したものであると証言。建物の構造などについても詳しく述べた。そこではおよそ60人の「かけ子」が生活しておりで、朝礼で『かけ子』のトップが住所録を使い詐欺電話をかける地域などの指示が出されていたという。
7月9日の公判では、稲城事件などに関与した幹部であるFTが出廷。KTはグループの中ではWYに次ぐ『ナンバー2』の地位を持ち、弁護側の強盗について計画の詳細は聞かされていなかったという主張については「ターゲットの情報や手口などは事前にK被告にも共有しており、K被告は実行役を10人ぐらいリクルートした」と話した。
7月15日に開かれた公判で、検察側は「一般家庭を標的にしており悪質性は高い」「全国規模の広域強盗では実行役を継続的に紹介するなどしており、特殊詐欺でも組織のナンバー2として必要不可欠な役割を果たした」と非難し、KTに懲役23年を求刑。弁護側は「KTの事件への関与は限定的で、実行役の応募者を別の幹部につなぐ連絡役にすぎなかった」として、懲役11年が相当だとして結審した。KTは「たくさんの被害者を生んだことを後悔している。申し訳ありませんでした」と謝罪した。
7月23日に判決公判が開かれ、東京地裁は被告人KTに対して、懲役20年に処する判決を言い渡した。板津正道裁判長は「連続的に強盗事件を起こすためには実行役の継続的な確保が必要で、闇バイトへの応募者を実行役として複数回紹介するというKTが果たした役割は犯行において非常に重要である。情報を事前に詳しく知らされていなかったことを考慮しても、刑事責任は相当に重い」と指摘し、「自らの手を直接汚さずに強盗に連続的に関わり、多くの犯罪者を生み続けた点で強い非難に値する。（本事件は）多くの若者らを特殊詐欺や強盗に引き込み、実行役らを使い捨てにしながら一般社会の安全を脅かすという新しいタイプの重大犯罪で、厳しい処罰が必要である」と非難した。KTは判決言い渡し後、裁判長から「理解しましたか」と尋ねられ、小さくうなずく様子を見せた。